# Berlin-klassen
Berlin-klassen (også omtalt som Klasse 702) er de største skibe i Deutsche Marine og skibene er navngivet efter større tyske byer. Navnet på denne type forsyningsskibe er på tysk Einsatzgruppenversorger, hvilket frit oversat betyder indsatsgruppeforsørger. Klassen er beregnet til at understøtte en flådestyrke over en tidsperiode.
Berlin-klassen er i stand til at medbringe:
- 7.600 tons brændstof (F-75)
- 490 tons flybrændstof (F-44)
- 126 tons smøreolie
- 195 tons ammunition
- 125 tons frostvarer
- 100 tons proviant
- 1.330 tons ferskvand
- 84 stk. standardcontainere

Skibene kan ligesom Søværnets Absalon-klasse udrustes med et felthospital. Felthospitalet er opbygget af et antal containere, der kan variere alt efter behovet, men med op til 45 senge inklusiv en intensiv afdeling med 4 sengepladser.
Skibene i klassen hører under støtteeskadren (Trossgeschwader) i Wilhelmshaven
| Pennant | Navn              | Kølen lagt         | Søsat          | Indgået            | Udfaset    | Kaldesignal |
| ------- | ----------------- | ------------------ | -------------- | ------------------ | ---------- | ----------- |
| A1411   | Berlin            | 4. januar 1999     | 30. april 1999 | 11. april 2001     | I tjeneste | DRKA        |
| A1412   | Frankfurt am Main | 28. februar 2000   | 5. januar 2001 | 27. maj 2002       | I tjeneste | DRKB        |
| A1413   | Bonn              | 16. september 2010 | 27. april 2011 | 13. september 2013 | I tjeneste | DRKC        |

## Galleri
- Berlin-klassen
- FGS Berlin (A1411)
- Mexicanske specialstyrker øver fast roping på FGS Sachsen (F 219) under øvelsen UNITAS Gold.
- FGS Berlin (A1411) ved Flensburger Schiffbau Gesellschaft
- FGS Frankfurt am Main (A1412) ved Flensburger Schiffbau Gesellschaft
- FGS Frankfurt am Main (A1412) på siden af USS Mesa Verde (LPD19) under øvelsen UNITAS Gold.

## Eksterne links
- Deutschen Marine: Berlin-klassen (tysk)
- Deutsche Marine: Flyer om Berlin-klassen (Webside ikke længere tilgængelig) (tysk)
- NDR-melding (Webside ikke længere tilgængelig) (tysk)
- dmkn.de: Berlin-klassen (Webside ikke længere tilgængelig) (tysk)